# Afromelittia
Afromelittia là một chi bướm đêm thuộc họ Sesiidae.

## Các loài
- Afromelittia aenescens (Butler, 1896)
- Afromelittia iridisquama (Mabille, 1890)
- Afromelittia natalensis (Butler, 1874)
- Afromelittia occidentalis (Le Cerf, 1917)